# Gliese 581 g
Gliese 581 g – nieistniejąca planeta pozasłoneczna, której istnienie podejrzewano w układzie planetarnym gwiazdy Gliese 581. Początkowe obserwacje wykonane metodą metodą dopplerowską silnie sugerowały istnienie tej planety, ale dodatkowe obserwacje udowodniły, że planety Gliese 581 d i Gliese 581 g w rzeczywistości nie istnieją.

## Nazwa
Pierwsza część nazwy, „Gliese 581”, określa, że planeta orbituję gwiazdę opisaną w katalogu Gliesego. Litera „g” oznacza, że była to szósta odkryta planeta w tym układzie planetarnym.

## Odkrycie
Pierwsze obserwacje gwiazdy wykorzystujące metodę dopplerowską, do czego wykorzystano dane zebrane przez HIRES (spektroskop o wysokiej rozdzielczości) z teleskopów Kecka oraz HARPS z Obserwatorium La Silla, wykazały możliwość istnienia planety o czym poinformowano w 2010.
Dodatkowa analiza danych z instrumentu HARPS wykonana w 2011 przez zespół astronomów z Obserwatorium w Genewie nie potwierdziła obserwacji tej planety, chociaż nie wykluczyła jej istnienia. Według obserwacji i analiz opublikowanych w 2014 planety Gliese 581 d i Gliese 581 g w rzeczywistości nie istnieją. Pierwsi odkrywcy rzekomej planety Gliese 581 d źle zinterpretowali zmiany jasności gwiazdy, które nie były powodowane ruchem planety, ale były związane z jej 11-letnim cyklem słonecznym.  Wyliczone przez nich parametry orbitalne Gliese 581 d mogły być spowodowane jedynie istnieniem innej planety, która została zidentyfikowana jako  Gliese 581 g. Po wprowadzeniu poprawek wynikających z obserwacji cyklu słonecznego gwiazdy i wyliczeniu jej ruchu obrotowego wynoszącego 130±2 dni, prawdopodobieństwo istnienia planety Gliese 581 d zostaje prawie całkowicie wyeliminowane, co pociąga także za sobą wyeliminowanie istnienia Gliese 581 g.

## Charakterystyka

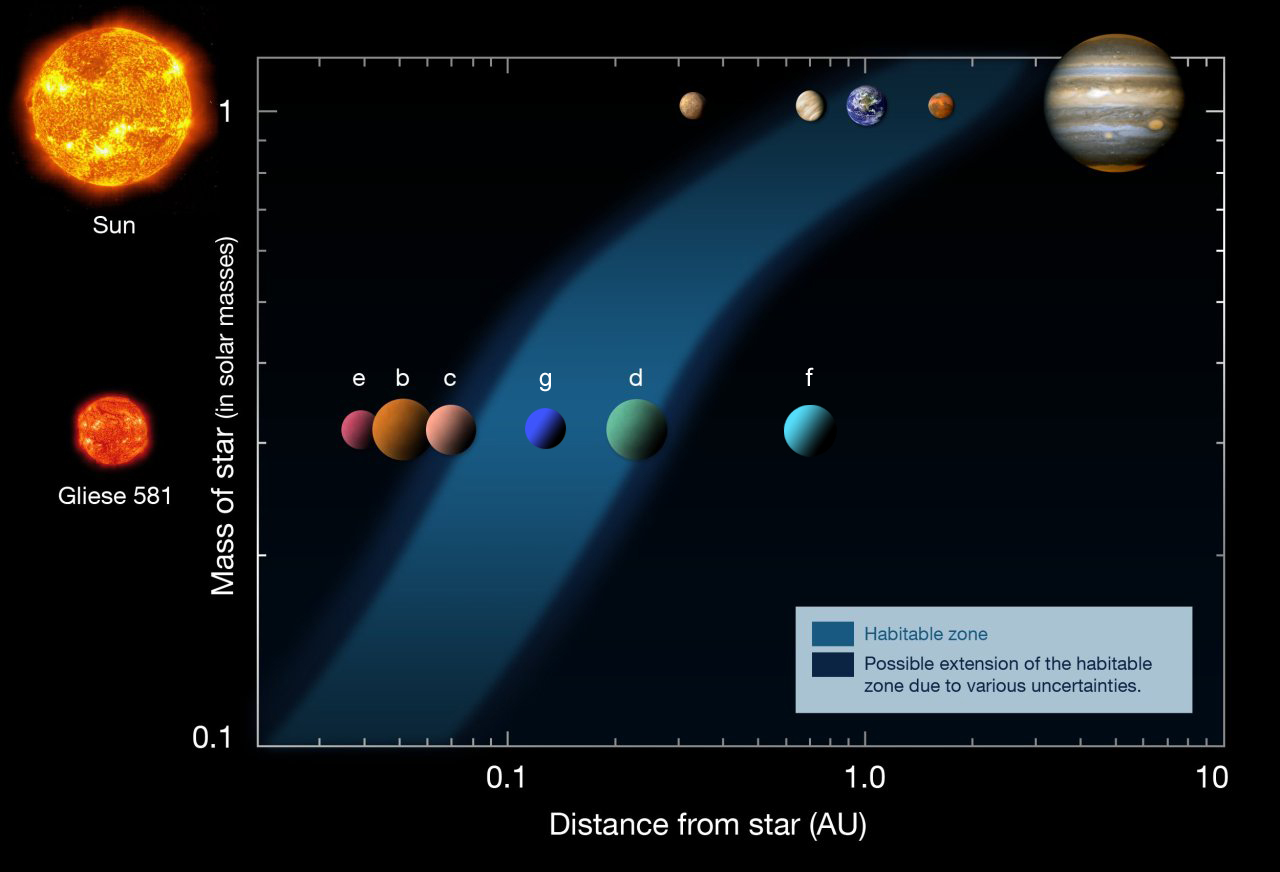
Porównanie układów słonecznego i Gliese 581 z zaznaczoną ekosferą (Gliese 581 g znajduje się pomiędzy c i d)

Planeta w rzeczywistości nie istnieje, wszystkie dane zostały zachowane wyłącznie dla celów historycznych i opisują planetę, która mogłaby teoretycznie istnieć, zakładając również istnienie także nieistniejącej Gliese 581 d.
Rok na Gliese 581 g trwa około 37 dni ziemskich. Współczynnik ESI, opisujący podobieństwo do Ziemi, ma dla niej wartość 0,76, co czyni ją jedną z najbardziej podobnych do Ziemi planet pozasłonecznych.
Gliese 581 g krąży wokół swojej gwiazdy macierzystej w stosunkowo małej odległości – ok. 21 mln km. Jednak gwiazda Gliese 581 jest czerwonym karłem, przez co świeci wielokrotnie słabiej od Słońca, co powoduje z kolei, że średnia temperatura planety mieści się w przedziale od -31 °C do -12 °C (tj. 242 – 261 K). Z uwagi na bliskość swojej gwiazdy Gliese 581 g podlega jednak prawdopodobnie procesom obrotu synchronicznego oraz libracji, podobnie jak Księżyc w stosunku do Ziemi. Powoduje to, że tylko jedna strona planety jest oświetlona, druga natomiast pozostaje w ciągłym mroku.
Masa planety (3-4 masy Ziemi) wskazuje, że jest to planeta skalista i posiada dostateczną grawitację, aby utrzymać własną atmosferę. Średnica planety wynosi najprawdopodobniej 1,2-1,4 średnicy Ziemi. Siła ciążenia na powierzchni jest prawdopodobnie zbliżona do ziemskiej lub większa. Dodatkowo Gliese 581 g leży w ekosferze, czyli w takiej odległości od gwiazdy, która pozwala na utrzymanie się wody w stanie ciekłym i rozwój życia w znanej nam postaci lub osiedlenie się na powierzchni.